# Wolfgang Proß
Wolfgang Proß (* 1945) ist ein deutscher Germanist und emeritierter Professor für Neuere deutsche Literatur und Allgemeine und Vergleichende Literaturwissenschaft der Universität Bern.

## Leben und Werk
Wolfgang Proß studierte Theaterwissenschaft, Anglistik, Romanistik, Germanistik und Italianistik an der Universität München, wo er 1971 mit dem M. A. abschloss. Es folgte ein Postgraduiertenstudium am St. John’s College in Oxford. Mit seiner Dissertation zu Jean Pauls geschichtlicher Stellung wurde Proß 1974 bei Friedrich Sengle an der Universität München zum Dr. phil. promoviert. Seine Habilitation zu Johann Gottfried Herder folgte 1985.
Proß lehrte von 1976 bis 1988 als Assistent und Akademischer Rat am Institut für Deutsche Philologie der Universität München. Während dieser Zeit übernahm er temporär Lehrstuhlvertretungen an der Universität Gießen und der Universität Wien.
1988 begann seine Lehrtätigkeit als außerordentlicher Professor für Neuere deutsche Literatur und Allgemeine und Vergleichende Literaturwissenschaft an der Universität Bern.  1989 wurde er zum Direktor des Germanistischen Instituts und 1991 zum ordentlichen Professor ernannt. Von 1997 bis 1999 war er Vizedekan der philosophisch-historischen Fakultät und anschließend bis 2001 ihr Dekan. Außerdem hatte er Gastprofessuren an der Universität Fribourg inne.
Zu seinen Forschungsschwerpunkten zählen neben Jean Paul und Herder auch Christoph Martin Wieland und Arno Schmidt sowie das europäische Theater im 18. Jahrhundert. Zusätzlich zu seinen akademischen Publikationen publizierte Proß auch zu Themen der Musik und der bildenden Kunst.
Proß ist Gründungsmitglied der Gesellschaft für Universitäts- und Wissenschaftsgeschichte (GUW). 2016 wurde er mit der Herder-Medaille der Internationalen Herder-Gesellschaft ausgezeichnet. 2017 wurde er zum Mitglied der Academia Europaea gewählt.

## Publikationen/Textbeiträge (Auswahl)
- Jean Pauls geschichtliche Stellung. Tübingen 1975 (zugleich Dissertation)
- Johann Gottfried Herder: „Abhandlung über den Ursprung der Sprache“. München, Wien 1978(?)
- Arno Schmidt. München 1980
- Bilder zum West-östlichen Divan. In: Steffan Biffiger: Stefan Haenni – Orient und Okzident. ArchivArte, Bern 2008, ISBN 978-3-9522302-5-1, S. 43f.
- Mozart in Mailand. Amadeus Verlag, Winterthur 2006, ISBN 978-3-905075-14-4.